# Teen Wolf: The Movie
Teen Wolf: The Movie ist ein US-amerikanischer Mysteryfilm aus dem Jahr 2023 unter der Regie von Russell Mulcahy. Er bildet eine Fortsetzung der MTV-Fernsehserie Teen Wolf (2011–2017). Die meisten Darsteller der Serie, darunter Tyler Posey, Crystal Reed, Tyler Hoechlin, Holland Roden, Colton Haynes, Shelley Hennig, Dylan Sprayberry, Linden Ashby, Melissa Ponzio und JR Bourne, nahmen ihre Rollen von damals wieder auf.
Der Film erschien am 26. Januar 2023 auf dem US-amerikanischen Paramount+. Die deutsche Veröffentlichung auf dem Streamingdienst erfolgte am 20. April 2023.

## Handlung
15 Jahre nachdem Scott McCall Beacon Hills verlassen hat, betreibt er in Los Angeles ein Tierheim und hat sich von Malia getrennt. Diese führt mittlerweile eine lockere Beziehung mit Parrish, der sich jedoch mehr erhofft. Lydia arbeitet bei einem Energieunternehmen in San Francisco, hat sich von Stiles getrennt, nachdem sie eine wiederkehrende Vision von seinem Tod bei einem Autounfall erhalten hat, und hat ihre Banshee-Fähigkeiten seitdem nicht mehr eingesetzt. Derek betreibt zusammen mit Malia und Peter eine Autowerkstatt und hat eine schwierige Beziehung zu seinem Sohn Eli, der sich nicht in seine Werwolfgestalt verwandeln kann. Mason ist der Polizei von Beacon Hills beigetreten, für die Derek als übernatürlicher Berater fungiert. Mason und Sherrif Stilinski sind gerade an den Ermittlungen einer Brandserie zugange. Liam lebt in Japan und betreibt mit seiner Kitsune-Freundin Hikari Zhang ein Restaurant. Zusammen bewachen sie die Urne mit dem Nogitsune. Eine vermummte Gestalt greift das Restaurant an und befreit die Nogitsune, mit der die Gestalt ein Bündnis eingeht.
Scott, Lydia und Chris haben Visionen von der toten Allison Argent. Sie vermuten, dass Allison in einer Zwischenwelt feststeckt und ihre Hilfe braucht. Zusammen mit Jackson kehren sie nach Beacon Hills zurück und können die verbleibenden Anweisungen entschlüsseln. Während einer Vollmondnacht führen Scott, Lydia und Malia am heiligen Baum, den Nemeton, das Ritual durch. Unerwartet erscheint eine bewusstlose Allison, die Scott ins Krankenhaus bringt. Dort erwacht sie mit Amnesie und hat nur fragmentarische Erinnerungen an ihre Familie, an Scott und ihre Freunde kann sie sich nicht erinnern. Allison flieht aus dem Krankenhaus. Währenddessen erkennt Deaton, dass die Nogitsune Chris besessen und die Visionen von Allison verursacht hat, um Scotts Rudel dazu zu bringen, sie von den Toten zurückzubringen. Der Nogitsune nutzt die Kraft des Nemetons, um sich physisch zu manifestieren, bevor er einen Kitsune-Polizisten ermordet und seine Energien nutzt, um neun Oni zu erschaffen. Er nähert sich Allison und bietet ihr an, ihr zu helfen, Scott zu eliminieren. Er behauptet, er habe ihre Familie zerstört. Sie greift Derek und Eli in der High School an, aber Liam und Hikari retten Derek.
Scott verfolgt Allison in den Wald. Auf einer Klippe konfrontiert er Allison und versucht, sie dazu zu bringen, mit ihm zu sprechen. Sie  sticht auf Scott mit einem mit Wolfsbann überzogenen Dolch ein und bringt ihn zum Stadion der Stadt, in dem gerade ein Lacrosse-Match stattfindet. Scott schafft es in Allison Erinnerungen aus ihrem früheren Leben sowie ihrer gemeinsamen Beziehung zu wecken. Allison brennt daraufhin das Wolfsbann aus ihm heraus und schließt mit ihm einen Waffenstillstand gegen die Nogitsune. Die Oni entführen Liam, Hikari, Derek, Eli, Noah, Mason und Deaton und halten sie in einem illusionären Bardo als Geiseln. Während Malia und Parrish silberne Waffen sammeln, um die Oni zu töten, untersuchen Lydia und Jackson eine der Brandstellen. Sie erkennen, dass die Brandserie auf die Ereignisse der letzten Tage zurückzuführen sind. Lydia findet heraus, dass der Schuldige Adrian Harris ist, der sich seit seinem offensichtlichen Mord versteckt hält. Er macht Scotts Rudel für sein Unglück verantwortlich und plant Rache an ihnen. Adrian schießt mehrfach auf Jackson und nimmt Lydia gefangen, die die Notlage ihrer Freunde beobachten muss, damit die Nogitsune sich von ihrem Schmerz ernähren kann.
Scott und Allison kämpfen gegen die Oni, während Eli die Geiseln befreit, nachdem er seine Wolfsgestalt erlangt hat. Mit Jacksons Hilfe kann Lydia Adrian überlisten und erzeugt einen Banshee-Schrei, der Allisons Erinnerungen vollständig wiederherstellt. Scott überredet die Nogitsune, alle anderen gehen zu lassen, wenn Allison ihn hinrichtet, und sie schießt ihm widerwillig drei Pfeile in die Brust, aber Hikaris Kitsune-Geist schützt ihn vor dem Tod. Das wiedervereinigte Rudel tötet die Oni, während Scott, Derek und Eli die Nogitsune überwältigen. Derek opfert sich für das Rudel und wird zusammen mit der Nogitsune eingeäschert. Die Bardo-Illusion löst sich auf und das Rudel landet wieder im Lacrosse-Stadion. Adrian wird in das Eichen House eingewiesen. Scott nimmt seine Beziehung zu Allison wieder auf und plant, Eli zu adoptieren, um den er sich nach Dereks Tod kümmert.

## Produktion
Im September 2021 wurde ein Reunionfilm zur Fernsehserie Teen Wolf von Paramount+ in Auftrag gegeben. Jeff Davis verfasste das Drehbuch und war als Executive Producer beteiligt, während Russell Mulcahy die Regie übernimmt. Mulcahy hat bereits 40 Episoden der Serie realisiert. Die Hauptdarsteller der Fernsehserie, mit Ausnahme von Dylan O’Brien, Arden Cho und Cody Christian, kehrten ebenfalls zum Film zurück. Erst mit Drehende im Mai 2022 wurde die Rückkehr von Tyler Hoechlin offiziell bestätigt.
Die Dreharbeiten für den Film fanden zwischen dem 21. März und dem 17. Mai 2022 statt. Gedreht wurde um und in Los Angeles, Kalifornien, in Pacific Palisades, im Griffith Park und Canyon Park. Weiterer Drehort waren die Wälder von Atlanta, Georgia. Die Lacrosse-Spiele der Beacon Hills High School wurden im weitläufigen Fifth Third Bank Stadium der Kennesaw State University in Kennesaw, Georgia, statt.

## Rezeption

### Kritiken
Auf dem Rezensionsaggregator Rotten Tomatoes hat der Film eine Zustimmungsrate von 32 % basierend auf 25 Rezensionen mit einer durchschnittlichen Bewertung von 7,4/10. Auf Metacritic hat es eine Punktzahl von 51 von 100 basierend auf 7 Kritiken, was auf „gemischte oder durchschnittliche Bewertungen“ hinweist.

### Auszeichnungen
MTV Movie & TV Awards 2023
- Nominierung als Bester Kick-Ass-Cast[10]